# Біогрупа вікових дубів
Біогрупа вікових дубів — ботанічна пам'ятка природи місцевого значення в Україні.
Зростають поблизу села Зарубинці Тернопільського району Тернопільської області, у кв. 29 вид. 20 Збаразького лісництва Тернопільського держлісгоспу, в межах лісового урочища «Залужжя».
Оголошена об'єктом природно-заповідного фонду рішенням Тернопільської обласної ради від 18 березня 1994.
Перебуває у віданні державного лісогосподарського об'єднання «Тернопільліс».
Площа — 0,2 га.
Під охороною — 8 дерев бука лісового віком 100—150 р., діам. 72-92 см, цінних у науково-пізнавальному та естетичному значеннях.